# Rio Guandu (vattendrag i Brasilien, Espírito Santo)
Rio Guandu är ett vattendrag i Brasilien.   Det ligger i delstaten Espírito Santo, i den sydöstra delen av landet, 800 km sydost om huvudstaden Brasília.
Omgivningen kring Rio Guandu är huvudsakligen savann. Området är ganska tätbefolkat, med 65 invånare per kvadratkilometer.